# Marienstraße 7–10 (Stralsund)

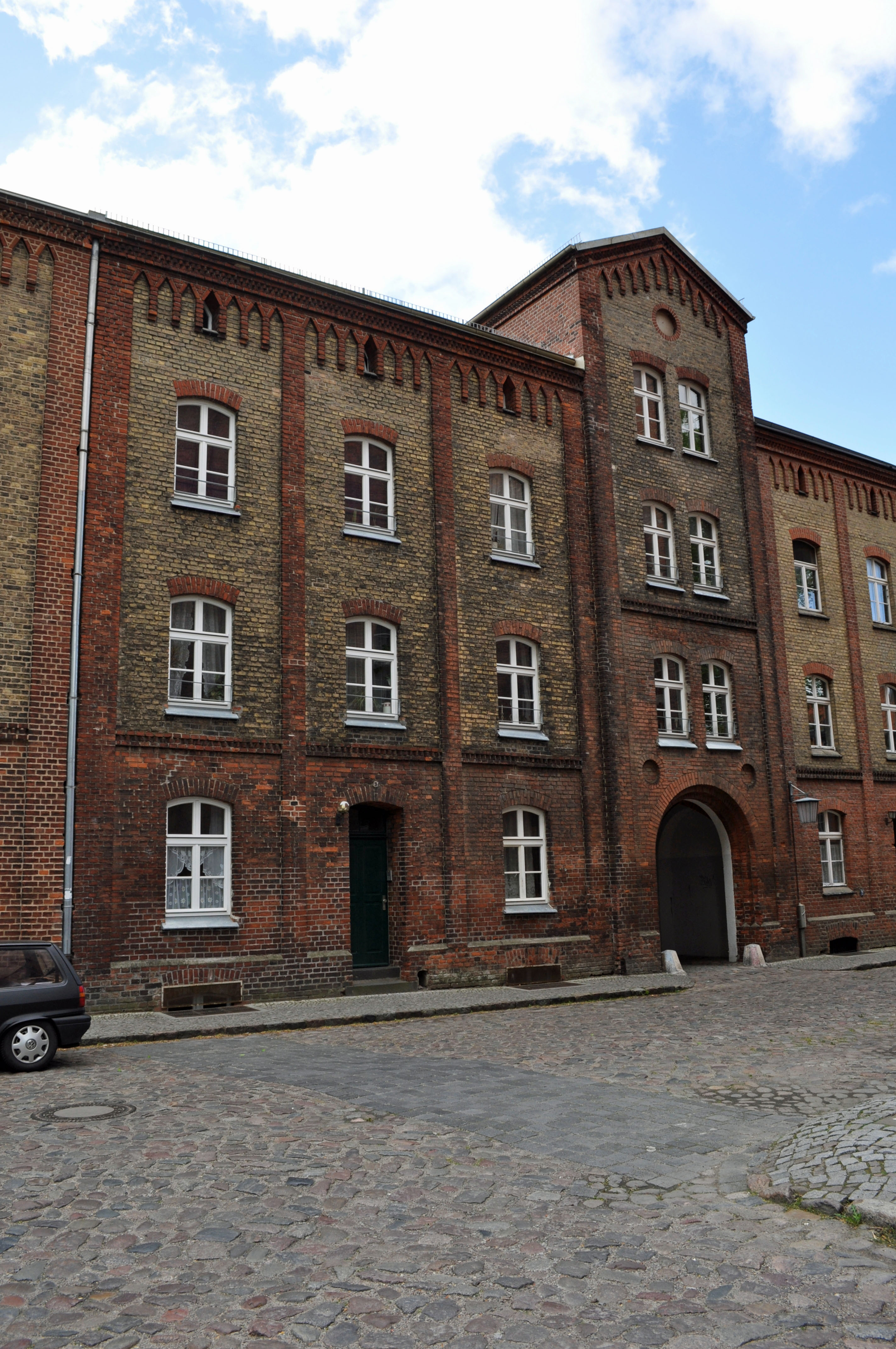
Das Haus Marienstraße 9 in Stralsund (2012)

Die Gebäude mit der postalischen Adresse Marienstraße 7–10 gehören zu einem denkmalgeschützten Wohnkomplex in der Marienstraße in Stralsund.
Die dreigeschossigen Backsteinbauten wurden in den 1860er Jahren nach Plänen von Ernst von Haselberg errichtet.
Die Fassaden der symmetrisch angelegten Gebäudegruppe sind mit gelbem und rotem Backstein gestaltet. Mit dem roten Backstein sind das Erdgeschoss, Ecklisene und der Fries unter der Traufe abgesetzt.
Eine Tordurchfahrt ist in einem übergiebelten Mittelrisalit angeordnet, durch sie können die Gebäude Marienstraße 11–13 a erreicht werden.
Der Gebäudekomplex liegt im Kerngebiet des von der UNESCO als Weltkulturerbe anerkannten Stadtgebietes des Kulturgutes „Historische Altstädte Stralsund und Wismar“. In die Liste der Baudenkmale in Stralsund sind die Gebäude zusammengefasst mit der Nummer 508 eingetragen.
Die Häuser wurden anstelle von einfachen Tagelöhnerbuden durch die „Erich'sche Stiftung“ errichtet und dienten zunächst der Unterbringung alter und hilfsbedürftiger Bürger.